# 見本市

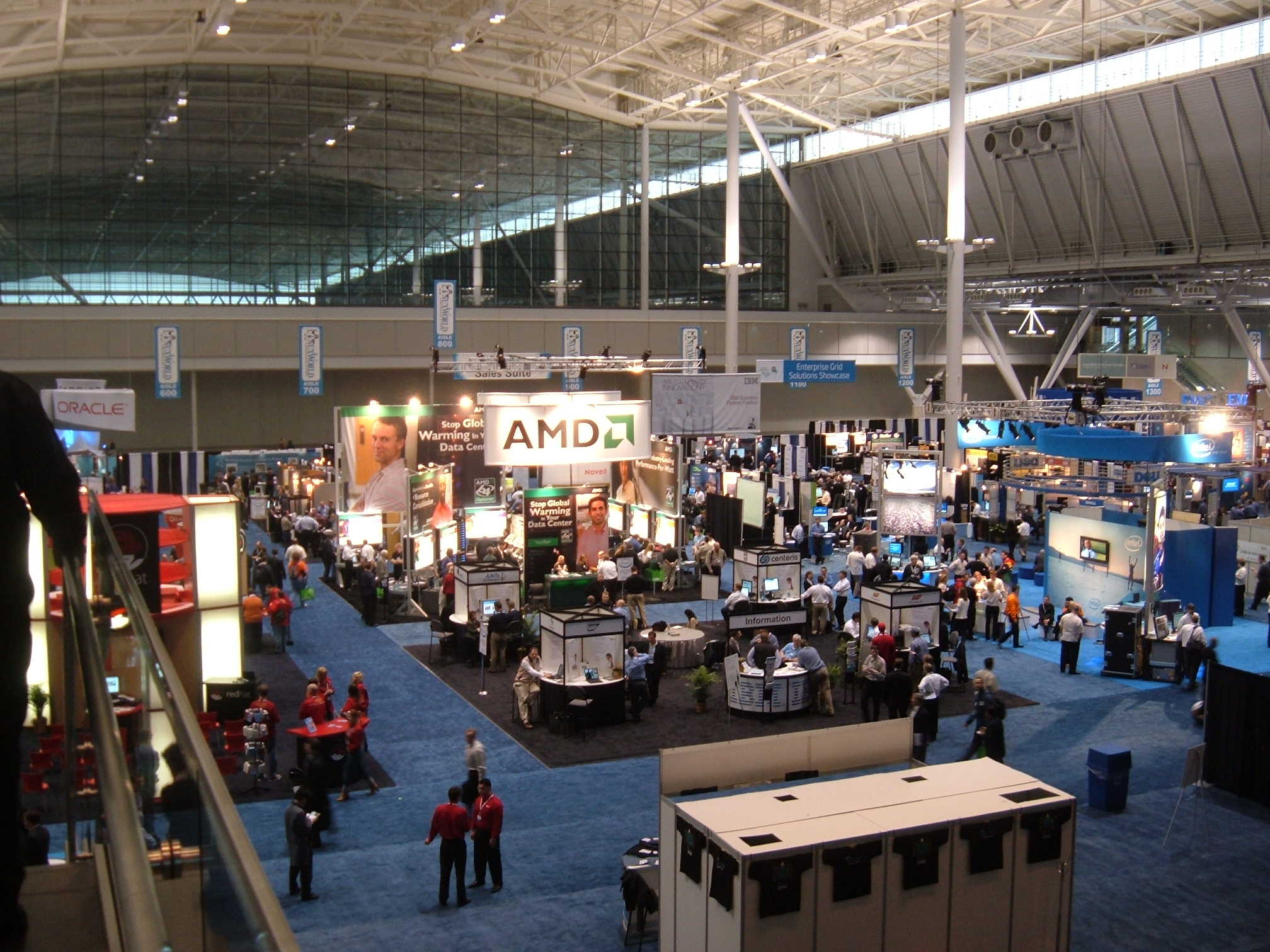
ボストン国際会議場・見本市会場(BCEC)で開かれた2006年リナックスワールド

見本市（みほんいち）は、企業が自らの新しい商品や製品、提供するサービスなどをショーケースに展示したり、あるいはデモンストレーションしてみせたりするために企画、挙行される定期的な展示会のことである。ほとんどの場合、コンベンション・センターで行われるが、テーマによって最適な会場が設定されることもある。

## 概要
一部の見本市は、一般の消費者にも開放されているが、それ以外のものは出展企業などや主催者側からの招待がなければ入場できない。本来こうしたものは、関連の業界の関係者、およびそれを報道するメディアのためのものである。もちろん、消費者が主体となった見本市の形態を借用したイベントもないわけではない。こういう事情から、見本市は、一般向けのものと、商用目的のものとに分類する向きもある。世界中では数多くの見本市が開かれており、たとえばアメリカ合衆国国内のみで、年間に2,500以上の商目的の見本市が開かれている。
見本市への出展経費は、参加企業にとっては大きなマーケティング投資ともいえる。会場のレンタル料、展示デザイン、会場設営、連絡調整、プロモーション用の資料、試供品や粗品、さらに展示ブースの照明調達、清掃、インターネットサービス、装飾や搬送などへの出費もこれに含まれる。

## コンベンション
主要都市の中には、来客の宿泊費や観光費など都市の経済的な波及効果を狙って、見本市の誘致に積極的な姿勢を見せているところも少なくない。こうした都市は巨大な見本市会場（コンベンション・センター）を建設・運営している。
英語ではexhibitionの表現が正確。多くの見本市が専門会議と併催される為、congress & exhibition と冠される事が多い。ドイツ語ではメッセ、見本市会場はメッセゲレンデという。ドイツにおける見本市は800年を超える歴史があり、日本・千葉県にある幕張メッセは、こうした見本市先進国へ敬意を表して名づけられたものである。
日本における見本市は、1954年の社団法人大阪国際見本市委員会主催の「日本国際見本市」が最初である。同年には「第1回全日本自動車ショー」（現：JAPAN MOBILITY SHOW）が東京・日比谷で開催され、1956年には社団法人東京国際見本市協会（現：株式会社東京ビッグサイト）が設立された。

## 大規模見本市の例
- フランクフルト書籍見本市
- コンシューマー・エレクトロニクス・ショー
- 国際コンシューマ・エレクトロニクス展

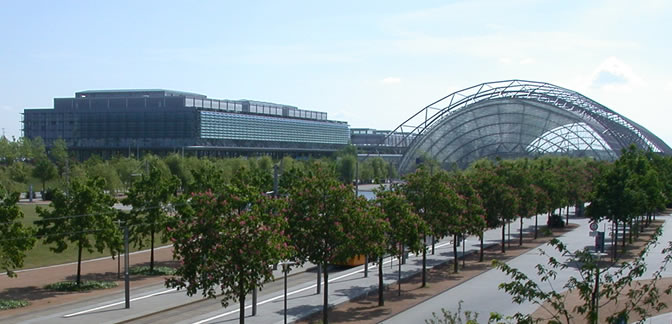
ライプツィヒの新しい見本市会場（メッセ）

- Electronic Entertainment Expo
- ニュルンベルク国際玩具見本市
- 東京モーターショー
- 日本国際工作機械見本市
- 広州交易会
- 中国国際輸入博覧会
- イノトランス
- ハノーファー・メッセ
- ライプツィヒ・メッセ
- COMPUTEX TAIPEI
- 東京ゲームショウ
- コミックマーケット

### かつての大規模見本市施設
- シャイヨ宮